# Born a. Darß
Born auf dem Darß est une commune de l'arrondissement de Poméranie-Occidentale-Rügen, Land de Mecklembourg-Poméranie-Occidentale.

## Géographie
La commune se situe sur la presqu'île du Fischland, sur la mer Baltique, au sein du parc national du lagon de Poméranie occidentale. Au sud-ouest et au sud-est, il y a les baies de Bodstedter Bodden (de) et de Saaler Bodden (de). Entre les deux, il y a le Koppelstrom (de) qui comprend de nombreuses îles minuscules envahies de roseaux.
La forêt au nord de la commune possède des tourbières et des arbres penchées par le vent sur la côte ouest.

## Histoire
La toponymie de la commune viendrait du mot slave bori, « forêt de pins ».
Après des siècles d'appartenance au duché de Poméranie, la commune passe après la guerre de Trente Ans en Poméranie suédoise. De 1715 à 1720, elle appartient au royaume du Danemark jusqu'à la fin de la grande guerre du Nord.
Avec l'avènement des bateaux à voile, le nombre d'habitants augmente. Contrairement à la commune voisine de Wieck a. Darß, Born ne souffre pas du déclin au XIXe en développant l'exploitation agricole.
En 1930, on voit les premières installations balnéaires.

## Économie et infrastructure
Born est une destination de vacances pour les plaisanciers, les surfeurs, les campeurs ou les randonneurs. Le tourisme est devenu la principale activité de la commune. Elle dispose de plusieurs campings.

## Personnalités liées à la commune
- Ferdinand von Raesfeld (de) (1855-1929), garde forestier, auteur de livres sur la chasse.